# Emma Malewski
Emma Leonie Malewski (* 18. Juli 2004 in Hamburg) ist eine deutsche Geräteturnerin. Bei den Turn-Europameisterschaften 2022 war sie Teil der ersten deutschen Mannschaft, die bei Europameisterschaften eine Medaille in der Mannschaftswertung erzielen konnte; sie selbst gewann den Titel am Schwebebalken.

## Karriere
Malewski ist Schülerin am Sportgymnasium Chemnitz sowie Mitglied beim TuS 1861 Chemnitz-Altendorf, einem Bundesstützpunkt für Leistungsturnerinnen.
2016 erreichte sie bei ihrem Debüt bei den Deutschen Jugendmeisterschaften den neunten Platz im Mehrkampf und den vierten Platz im Bodenturnen. Im darauffolgenden Jahr konnte sie Silber im Mehrkampf und Gold am Boden erreichen. 2018 bestätigte sie ihre Leistung bei den deutschen Jugendmeisterschaften mit Bronze am Stufenbarren und im Mehrkampf sowie Gold am Boden. Sie nahm am Junioren-Schweizer-Cup teil, wo sie ihrem Team zum ersten Platz verhalf.
2018 nahm Malewski an der City of Jesolo Trophy 2018 teil, wo sie im Mehrkampf Platz 17 belegte. Im Mai nahm sie an den Deutschen Jugendmeisterschaften teil, wo sie die Bronzemedaille im Mehrkampf gewann. Bei den Junioren-Europameisterschaften in Glasgow belegte sie zusammen mit Emelie Petz, Lisa Zimmermann, Lara Hinsberger und Leonie Papke der Platz sieben in der Mannschaftswertung.

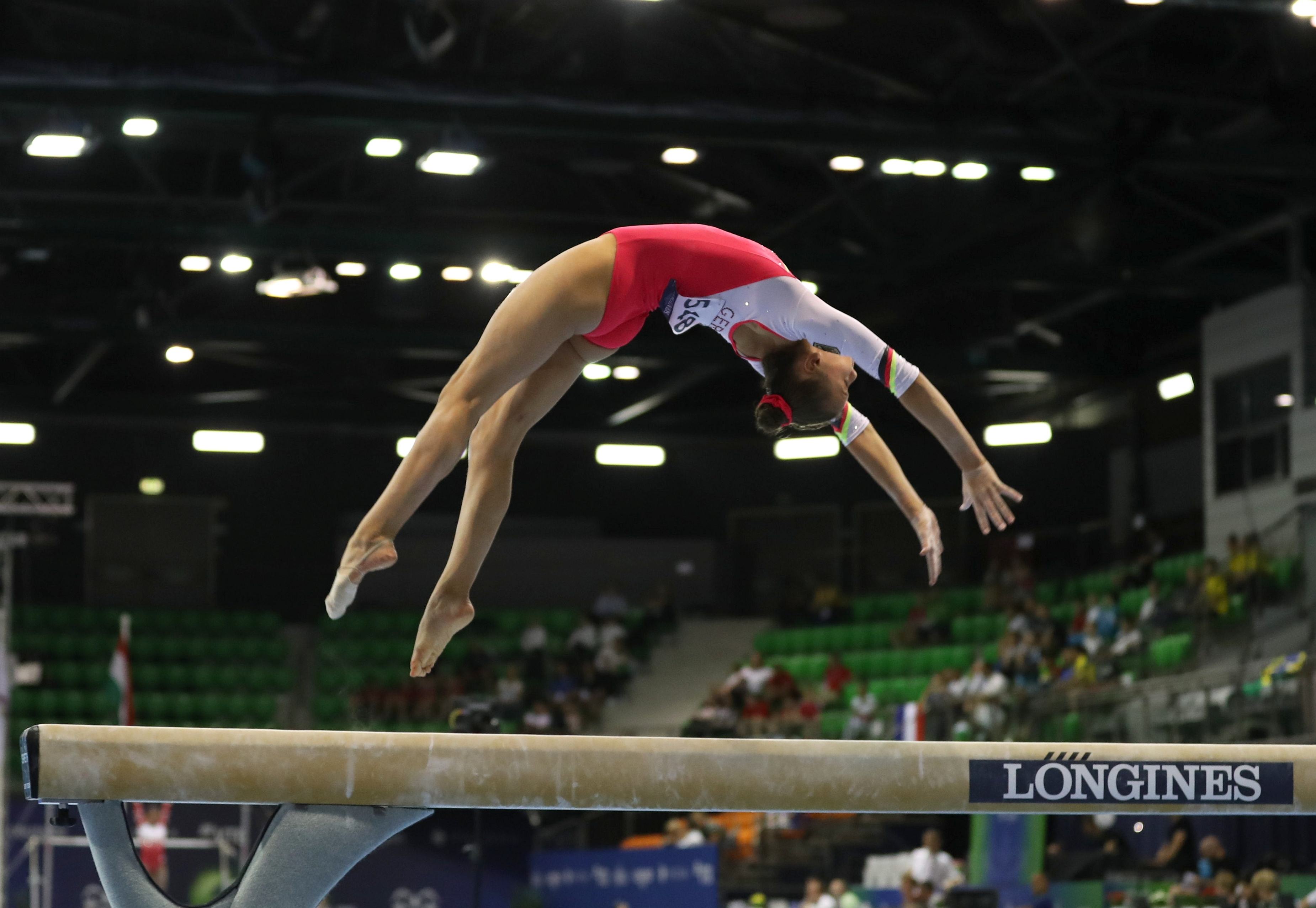
Übung am Schwebebalken, 2019

2019 nahm sie an der City of Jesolo Trophy 2019 teil, wo sie Deutschland zum siebten Platz in der Mannschaftswertung verhalf und am Schwebebalken den siebten Platz in der Einzelwertung erreichte. Als Nächstes trat sie bei den Deutschen Meisterschaften an, wo sie den Mehrkampf gewann. Außerdem wurde sie Erste am Stufenbarren, Schwebebalken und am Boden. Im Juni nahm Malewski an der Flanders International Team Challenge in Gent teil. Deutschland belegte im Mannschaftsfinale den sechsten Platz. In der Einzelwertung belegte Malewski den fünfzehnten Platz im Mehrkampf. Bei den Ende Juni im ungarischen Győr erstmals ausgetragenen Junioren-Turn-Weltmeisterschaften landete sie mit der deutschen Mannschaft auf Platz acht im Team-Wettbewerb. Mit Platz 16 am Stufenbarren, dem besten deutschen Ergebnis im Einzelwettbewerb der Mädchen, verpasste sie nur knapp den Einzug in die Finalrunde.
Malewski wurde 2020 Seniorin, allerdings wurden die meisten Wettkämpfe aufgrund der COVID-19-Pandemie abgesagt oder verschoben.
Im Jahr 2021 gab Malewski ihr internationales Debüt bei den Europameisterschaften der Senioren. In der Qualifikation belegte sie den 40. Platz und kam nicht in die Endrunde. Im Juni nahm sie an ihren ersten nationalen Meisterschaften auf Seniorenebene teil; sie wurde Sechste im Mehrkampf und Dritte am Schwebebalken. Im Juli nahm sie an der Flanders International Team Challenge teil, wo Deutschland den sechsten Platz belegte. In der Einzelwertung belegte Malewski den elften Platz im Mehrkampf und den fünften Platz am Schwebebalken.

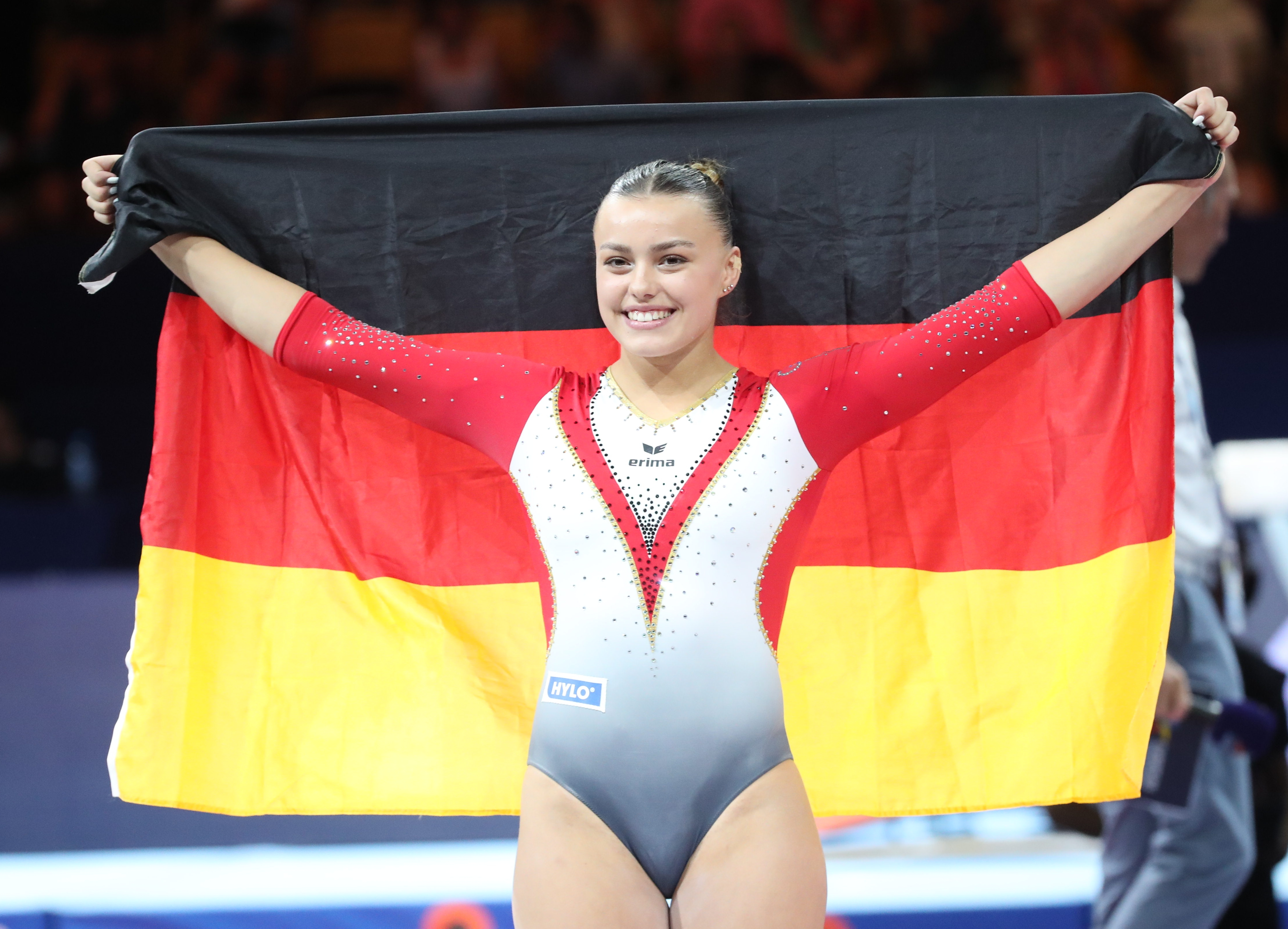
Malewski nach dem Gewinn der Goldmedaille im Schwebebalken-Gerätefinale in München, 2022

Ihre bislang größten Erfolge erreichte Malewski bei den Turn-Europameisterschaften 2022 in München. Dort errang sie mit der Mannschaft die erste Medaille bei einer EM und konnte anschließend den Wettbewerb am Schwebebalken gewinnen; die dritte deutsche und erste bundesdeutsche Goldmedaille an diesem Gerät nach Maxi Gnauck 1981 und Karin Janz 1969 (beide jeweils für die DDR).